# 7. říjen
7. říjen je 280. den roku podle gregoriánského kalendáře (281. v přestupném roce). Do konce roku zbývá 85 dní. 

## Události

### Česko
- 1486 – První tištěnou knihou v Brně byla Agenda Olomucensis. Tato vzácná kniha má 108 listů, a ještě neměla titulní list.
- 1922 – vznikla první Švehlova vláda široké koalice
- 1923 – První mistrovství Československa žen v lehké atletice
- 1971 – Federální shromáždění schválilo zákon o pátém pětiletém plánu
- 1992 – V Brně zaniklo satirické divadlo Večerní Brno

### Svět
- Světový den za důstojnou práci
- 3761 př. n. l. – Začátek moderního židovského kalendáře.
- 1492 – Kolumbus míjí Floridu
- 1571 – bitva u Lepanta, koalice Španělska, Benátek, Papežského státu a maltézských rytířů poráží osmanské loďstvo
- 1769 – James Cook, anglický mořeplavec, doplul jako druhý Evropan k Novému Zélandu a zahájil jeho spojení se světem.
- 1806 – Ralph Wedgewood si nechal v Londýně patentovat uhlový papír (známý jako propisák).
- 1900 – Poprvé použit název „orientační běh“.
- 1913 – Henry Ford zavedl výrobní linku.
- 1928 – Paavo Nurmi zaběhl světový rekord na 10 mil (50:15.0).
- 1944 – povstání Sonderkommanda v koncentračním táboře Auschwitz-Birkenau.
- 1949 – V Sovětské okupační zóně je vyhlášena Německá demokratická republika.
- 1950 – Spojené státy vstoupily do Severní Koreje překročením 38. rovnoběžky.
- 1959 – Sovětský stroj Luna 3 poprvé vyfotografovala odvrácenou stranu Měsíce.
- 1973 – Bitva u Latakie byla první námořní bitvou, kdy proti sobě bojovaly raketové čluny vybavené řízenými střelami země-země
- 1985 – Loď Achille Lauro byla unesena palestinskými teroristy.
- 1991 – Poslední svatba herečky Elizabeth Taylorové.
- 2003 – Kalifornský guvernér Gray Davis odstoupil, vystřídal ho Arnold Schwarzenegger.
- 2004 – Král Kambodže Norodom Sihanuk abdikoval.
- 2006 – V Moskvě byla zavražděna ruská novinářka Anna Politkovská.
- 2016 – Byla vydána hra Mafia III
- 2023 – Teroristické skupiny pronikly z pásma Gazy do Izraele a zavraždily nebo unesly stovky lidí.

## Narození

### Česko

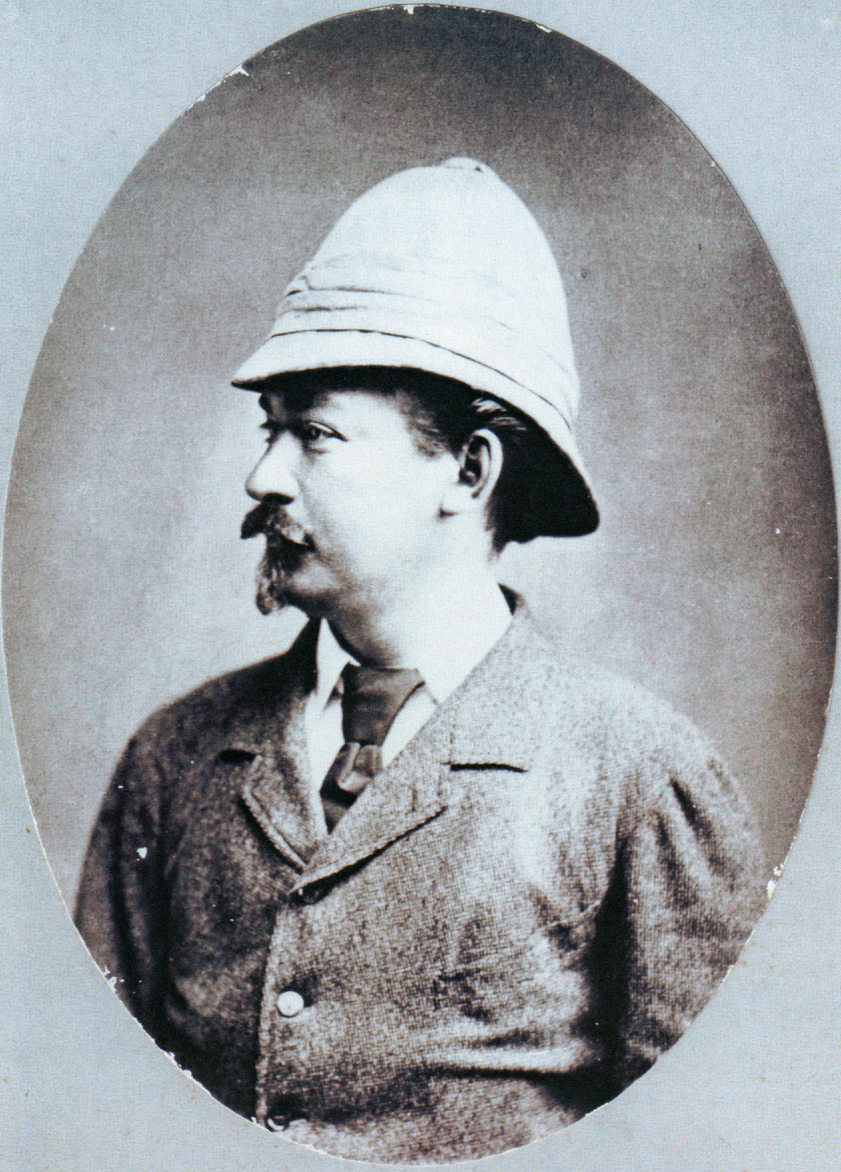
Emil Holub (* 1847)

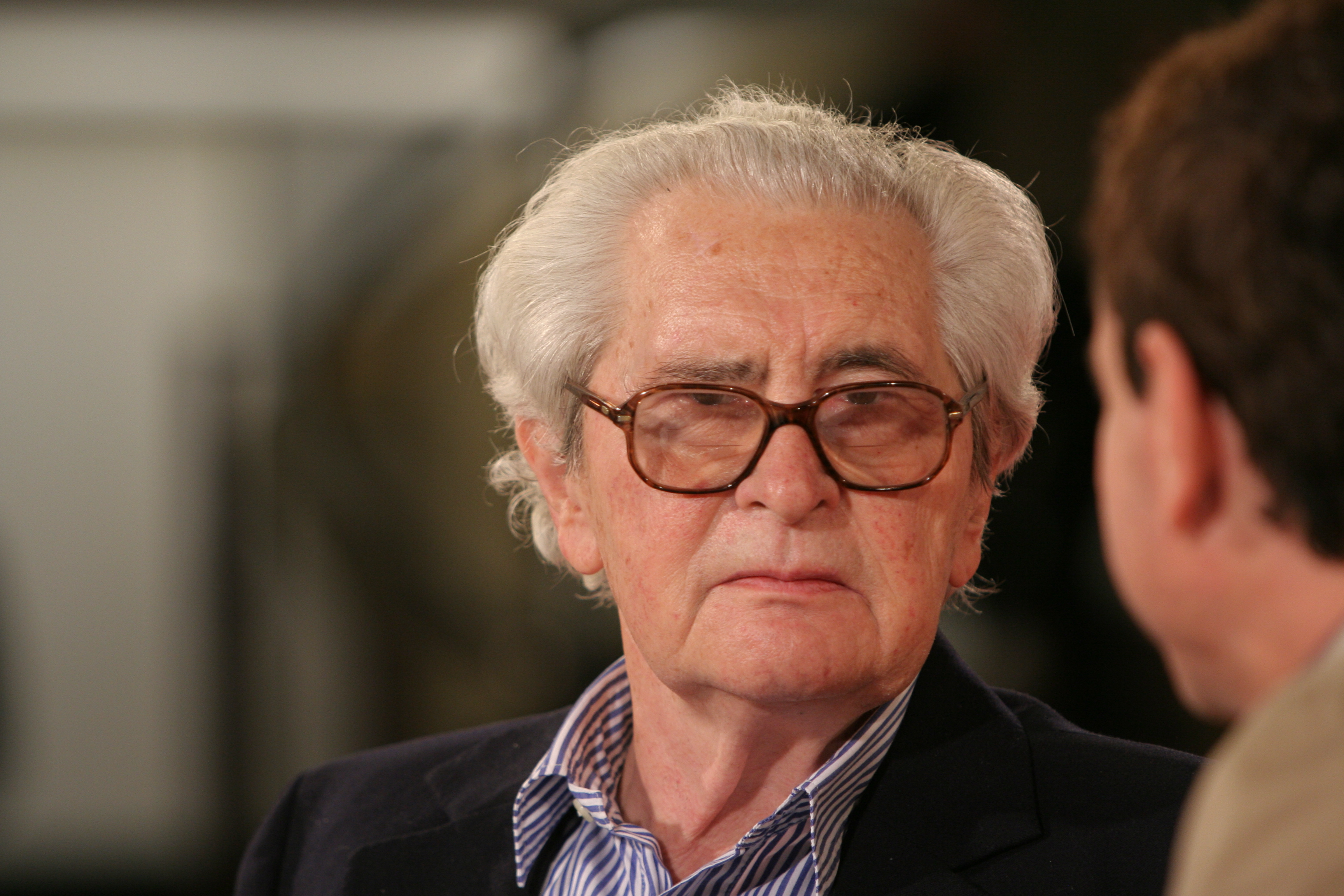
Břetislav Pojar (* 1923)

- 1532 – Vojtěch z Pernštejna, moravský šlechtic († 17. července 1561)
- 1739 – František Salesius Šubíř z Chobyně, moravský šlechtic a římskokatolický duchovní († 14. února 1777)
- 1773 – Karel August Pácalt, misionář v jižní Africe († 16. listopadu 1818)
- 1827 – Soběslav Pinkas, malíř a karikaturista († 30. prosince 1901)
- 1847 – Emil Holub, cestovatel a etnograf († 21. února 1902)
- 1849 – Gustav Eim, novinář a politik († 7. února 1897)
- 1853 – František Jaroslav Rypáček, literární historik, básník a spisovatel († 30. května 1917)
- 1855 – Václav Sochor, malíř († 23. prosince 1935)
- 1861 – Růžena Čechová, spisovatelka († 5. července 1921)
- 1864
  - Vilém Amort, sochař († 5. září 1913)
  - Josef Štefan Kubín, folklorista, dialektolog a spisovatel († 25. listopadu 1965)
- 1865 – Láďa Novák, malíř († 16. ledna 1944)
- 1870 – Jan Čermák, pilot a průkopník letectví († 6. března 1959)
- 1882 – František Linhart, teolog, filozof a překladatel († 18. dubna 1959)
- 1885 – František Smolka, malíř († 25. února 1974)
- 1886 – Josef Palivec, diplomat, básník, esejista a překladatel († 30. ledna 1975)
- 1903 – František Kutnar, historik († 11. září 1983)
- 1914
  - Vojtěch Kubašta, malíř († 7. července 1992)
  - Josef František, pilot, stíhací eso polského letectva v Bitvě o Británii († 8. října 1940)
- 1923
  - Zdeněk Janík, básník († 3. dubna 2022)
  - Břetislav Pojar, scenárista, režisér a výtvarník animovaného filmu († 12. října 2012)
- 1925 – Miroslav Plavec, astronom († 23. ledna 2008)
- 1926
  - Ivan Jirko, hudební skladatel a kritik († 20. srpna 1978)
  - Jana Dítětová, herečka († 9. listopadu 1991)
- 1941 – Karel Kníže, sběratel a lovec kaktusů
- 1946 – Jan Vaněček, spisovatel
- 1950 – Václav Stratil, výtvarník, portrétní a výtvarný fotograf
- 1957 – Jana Matesová, ekonomka
- 1971 – Zdeněk Hruška, dabér a herec
- 1979 – Viktor Dvořák, herec
- 1989 – Jan Chvála, bouldrista († 17. ledna 2021)
- 1996 – Andrea Pavlincová, sportovní lezkyně
- 1998 – Ondřej Lingr, fotbalista

### Svět

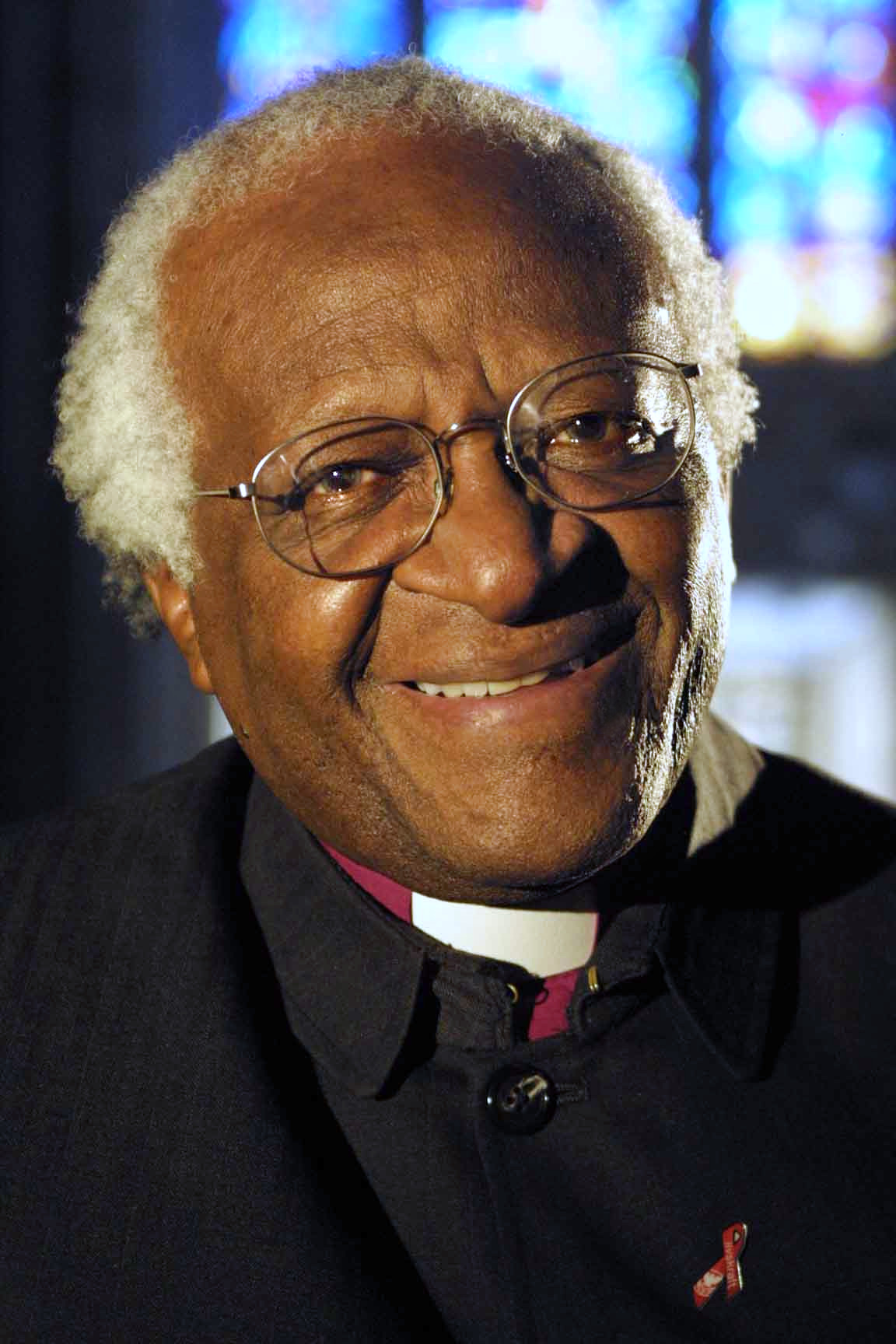
Desmond Tutu (* 1931)

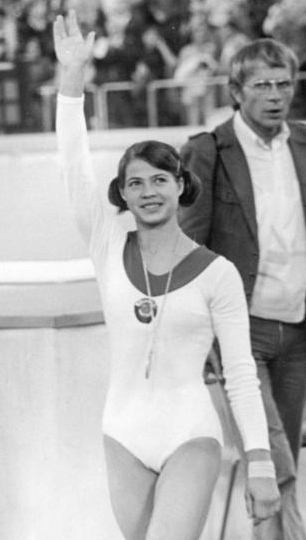
Ljudmila Turiščevová (* 1952)

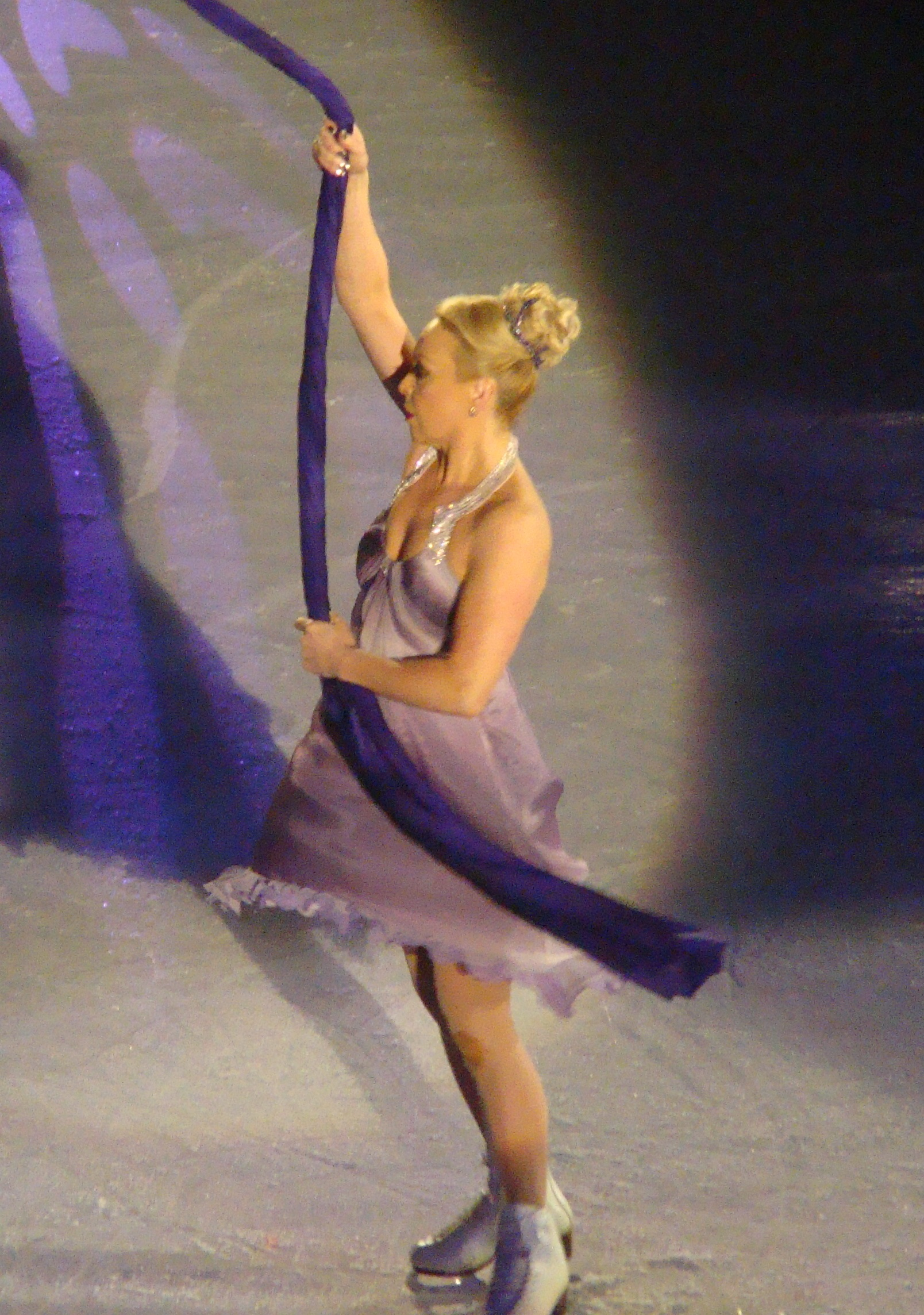
Jayne Torvillová (* 1957)

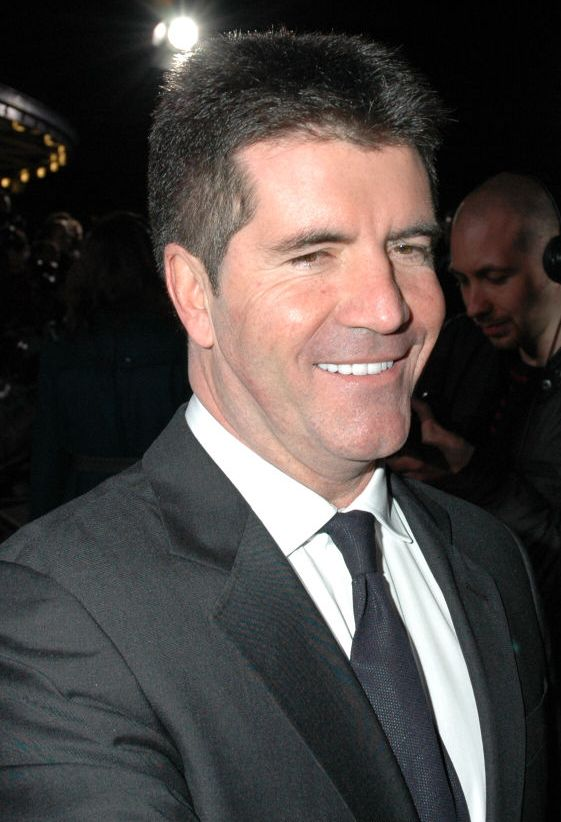
Simon Cowell (* 1959)

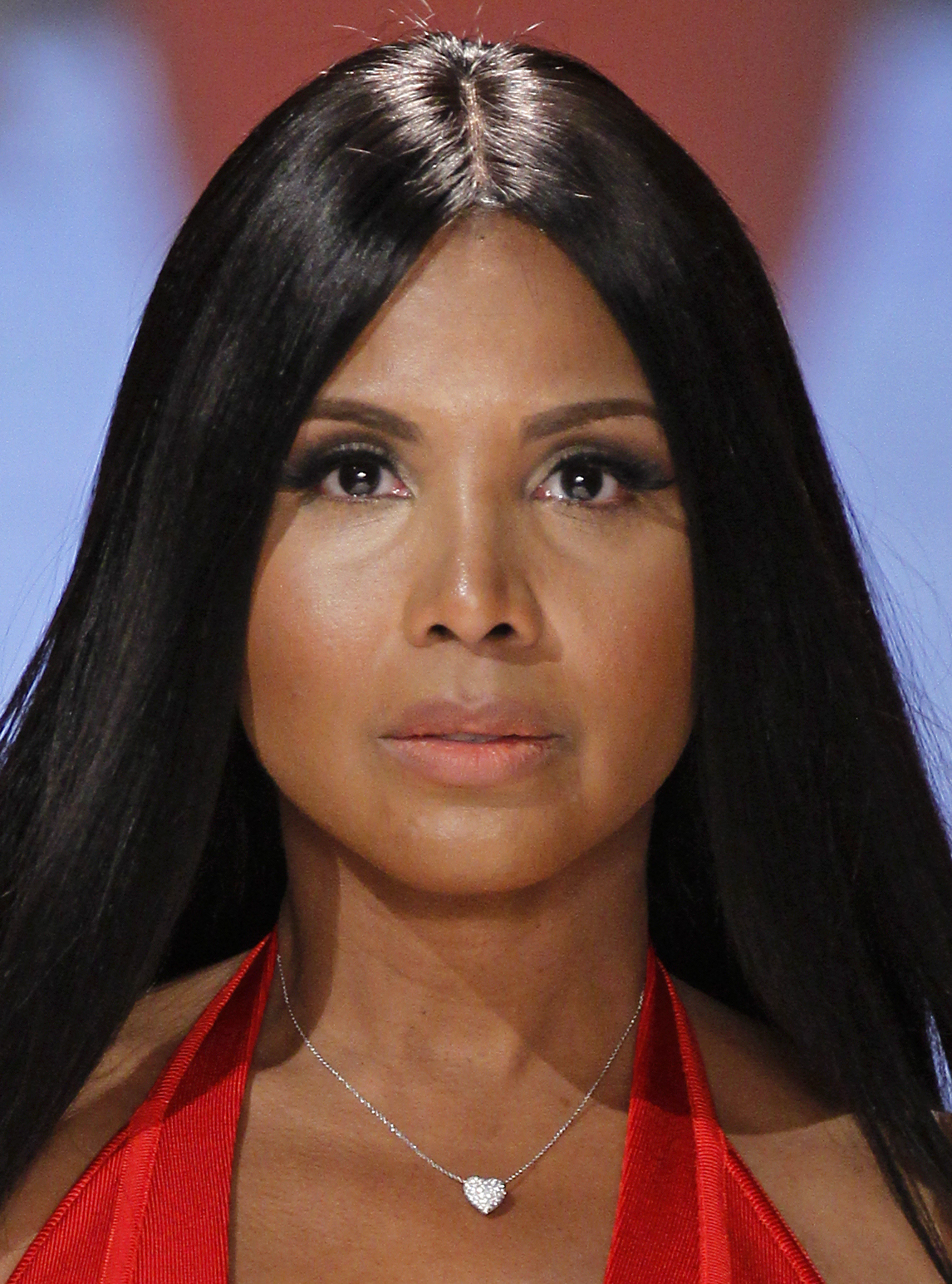
Toni Braxton (* 1967)

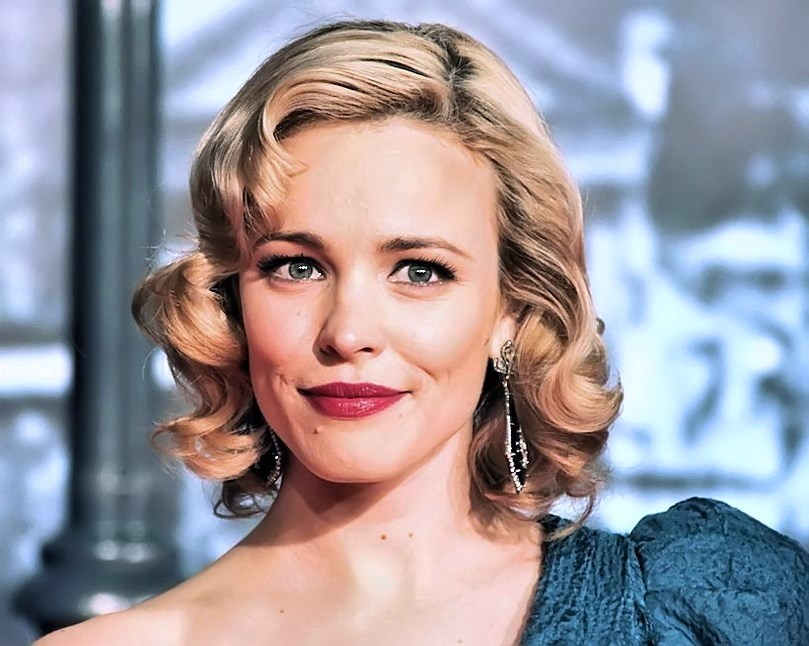
Rachel McAdams (* 1978)

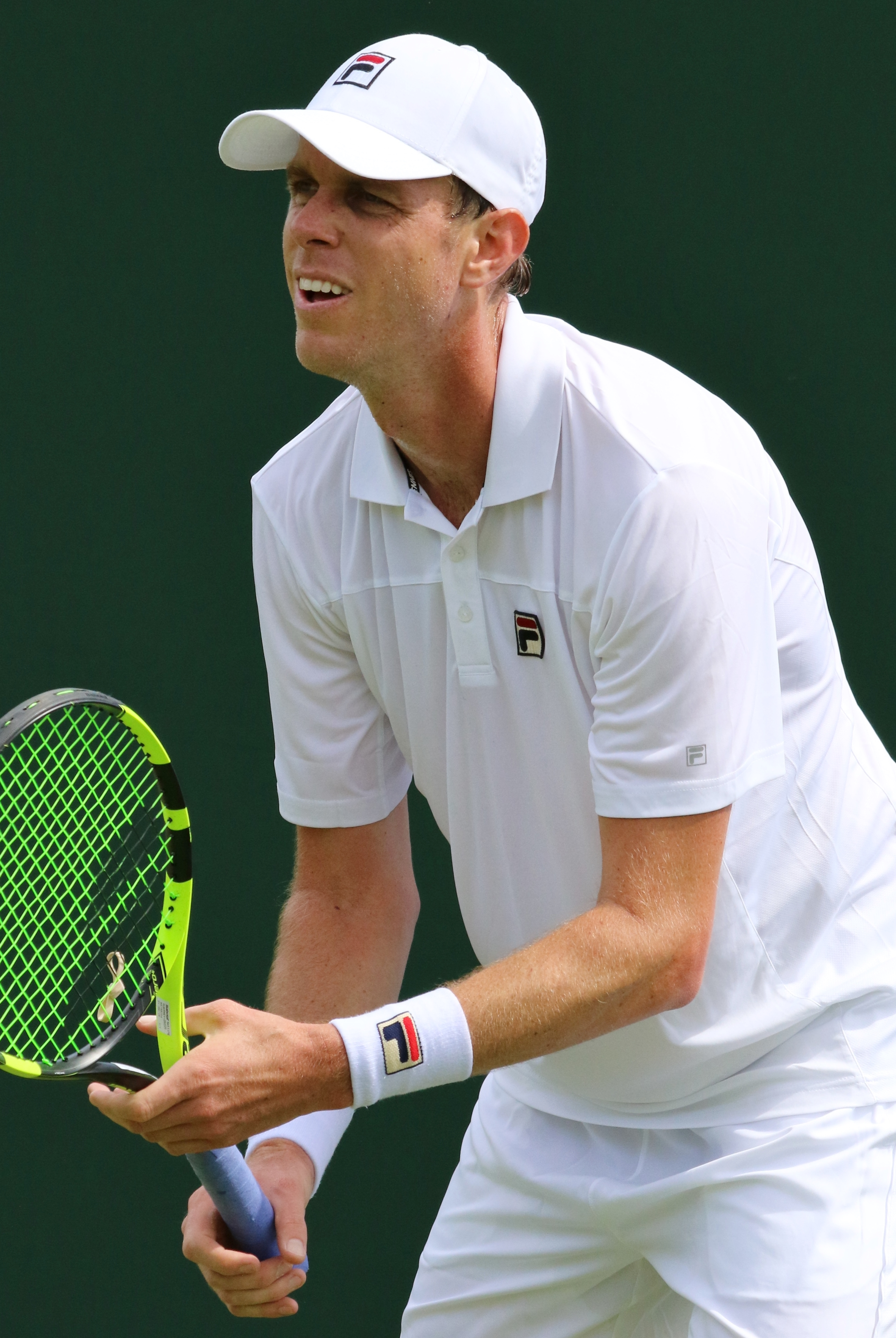
Sam Querrey (* 1987)

- 1471 – Frederik I. Dánský, dánský a norský král († 10. dubna 1533)
- 1515 – Eduard Portugalský, vévoda z Guimarães, portugalský infant, šestý syn krále Manuela I. († 20. září 1540)
- 1576 – křtěn John Marston, anglický básník a dramatik († 25. června 1634)
- 1697 – Giovanni Antonio Canal, italský malíř († 19. dubna 1768)
- 1734 – Ralph Abercromby, britský generál († 28. března 1801)
- 1747 – Antoine Nicolas Duchesne, francouzský botanik († 18. února 1827)
- 1748 – Karel XIII., švédský král († 5. února 1818)
- 1774 – Ferdinando Orlandi, italský hudební skladatel a pedagog († 5. ledna 1848)
- 1786 – Luis-Joseph Papineau, francouzsko-kanadský politik († 23. září 1871)
- 1790 – Thursday October Christian, kolonista na ostrově Pitcairn († 21. dubna 1831)
- 1794 – Wilhelm Müller, německý básník († 1. října 1827)
- 1809
  - Elijah Williams, anglický šachový mistr († 8. září 1854)
  - Johann Heinrich Blasius, německý ornitolog († 26. května 1870)
- 1810 – Peter Faber, dánský průkopník telegrafie, fotograf a hudební skladatel († 25. dubna 1877)
- 1841 – Nikola I. Petrović-Njegoš, černohorský kníže a král († 1. března 1921)
- 1858 – Rosa Smith Eigenmann, americká ichtyoložka († 12. ledna 1947)
- 1864 – Victor Barrucand, francouzský novinář a spisovatel († 13. března 1934)
- 1866 – Włodzimierz Ledóchowski, generální představený Tovaryšstva Ježíšova († 13. prosince 1942)
- 1869
  - Milan Michal Harminc, slovenský architekt  († 5. července 1964)
  - Pranas Eidukevičius, litevský politik († 7. března 1926)
- 1873 – Ota z Windisch-Graetze, rakouský šlechtic († 25. prosince 1952)
- 1880 – Paul Hausser, německý generál († 21. prosince 1972)
- 1884 – Józef Unrug, polský viceadmirál († 28. února 1973)
- 1885 – Niels Bohr, dánský fyzik, nositel Nobelovy ceny († 18. listopadu 1962)
- 1886
  - Carl von Pückler-Burghauss, německý šlechtic, veterán první světové války a důstojník Waffen-SS († 12. května 1945)
  - Oliver Sandys, britská spisovatelka, scenáristka a herečka († 10. března 1964)
- 1888 – Henry A. Wallace, americký státník a politik († 18. listopadu 1965)
- 1889 – Radivoje Janković, generál jugoslávské armády († 1949)
- 1895 – Ferdinand Čatloš, ministr národní obrany slovenského státu († 16. prosince 1972)
- 1897 – Carl Junghans, německý filmový režisér († 8. listopadu 1984)
- 1899 – Antonie Lucemburská, poslední bavorská korunní princezna († 31. července 1954)
- 1900 – Heinrich Himmler, německý nacistický důstojník, Říšský vůdce SS († 23. května 1945)
- 1906 – James E. Webb, ředitel NASA († 27. března 1992)
- 1907 – Helen Clark MacInnesová, skotsko-americká autorka špionážních novel († 30. září 1985)
- 1909 – Šura Čerkasskij, americký klavírista († 27. prosince 1995)
- 1910 – Ďordi Abadžijev, makedónský prozaik a historik († 2. srpna 1963)
- 1911 – Jo Jones, americký bubeník († 3. září 1985)
- 1914 – Mihailo Lalić, černohorský spisovatel († 30. prosince 1992)
- 1916
  - Walt Whitman Rostow, americký ekonom a politický teoretik († 13. února 2003)
  - Joe Evans, americký jazzový saxofonista († 17. ledna 2014)
- 1919
  - Henriette Avramová, americká programátorka a knihovnice, manželka šachisty Herberta Avrama († 22. dubna 2006)
  - Georges Duby, francouzský historik († 3. prosince 1996)
- 1927
  - Ronald David Laing, skotský psychiatr († 23. srpna 1989)
  - Al Martino, americký zpěvák a herec († 13. října 2009)
- 1931
  - Štefan Babjak, slovenský operní pěvec († 27. dubna 2008)
  - Desmond Tutu, jihoafrický anglikánský arcibiskup, Nobelova cena míru 1984 († 26. prosince 2021)
- 1934
  - Ulrike Meinhofová, spoluzakladatelka ultralevicové organizace Frakce Rudé armády († 9. května 1976)
  - Amiri Baraka, americký spisovatel († 9. ledna 2014)
  - Novella Nikolajevna Matvejevová, ruská spisovatelka († 4. září 2016)
- 1935 – Thomas Keneally, australský prozaik, dramatik a herec
- 1936
  - Charles Dutoit, švýcarský dirigent
  - František Oldřich Kinský, člen českého šlechtického rodu Kinských († 2. dubna 2009)
- 1937 – Chet Powers, americký zpěvák, kytarista a hudební skladatel († 16. listopadu 1994)
- 1938 – Ann Haydonová-Jonesová, britská tenistka
- 1939
  - John Hopcroft, americký počítačový teoretický vědec
  - Harold Kroto, anglický chemik, Nobelova cena za chemii 1996
  - Laurent Monsengwo Pasinya, kardinál z Demokratické republiky Kongo
  - Mel Brown, americký bluesový zpěvák a kytarista († 20. března 2009)
- 1940 – Larry Young, americký jazzový varhaník († 30. března 1978)
- 1941 – Bernhart Jähnig, německý historik, archivář a pedagog
- 1942 – Britt Eklandová, švédská herečka
- 1943 – Robert John Weston Evans, britský historik
- 1944 – Martin Bútora, slovenský politik, sociolog, spisovatel, scenárista, překladatel
- 1950 – Jakaya Kikwete, prezident Tanzanie
- 1951 – John Mellencamp, americký rockový písničkář
- 1952
  - Vladimir Putin, prezident Ruské federace
  - Ljudmila Turiščevová, ruská gymnastka, olympijská vítězka
- 1953 – Tico Torres, americký bubeník skupiny Bon Jovi
- 1955 – Yo-Yo Ma, americký violoncellista francouzského původu
- 1957
  - Michael W. Smith, americký zpěvák, skladatel, kytarista a klávesista
  - Jayne Torvillová, britská krasobruslařka, olympijská vítězka
- 1959
  - Charlie Marinkovich, americký kytarista a zpěvák, člen Iron Butterfly
  - Simon Cowell, anglický herec a spisovatel
  - Steven Erikson, kanadský spisovatel žánru fantasy a sci-fi
- 1963 – Lívia Ághová, slovenská operní zpěvačka-sopranistka
- 1966 – Marco Beltrami, americký hudební skladatel filmové hudby italského původu
- 1967 – Toni Braxton, americká zpěvačka R&B
- 1969 – Karen Nybergová, americká inženýrka a astronautka
- 1972 – Giorgio Di Centa, italský běžec na lyžích
- 1973 – Sami Hyypiä, finský fotbalista
- 1974 – Monika Hilmerová, slovenská herečka
- 1976
  - Andrej Novotný, slovenský lední hokejista
  - Čchang Chao, čínský hráč go
- 1978
  - Rachel McAdams, americká herečka
  - Alesha Dixon, anglická zpěvačka, tanečnice, raperka, modelka a televizní osobnost
- 1979 – Ivan Hodúr, slovenský fotbalista
- 1982 – Jermain Defoe, anglický fotbalista
- 1983 – Flying Lotus, americký hudebník a hudební producent
- 1986
  - Holland Rodenová, americká herečka
  - Amber Stevens West, americká herečka a modelka
- 1987
  - Sam Querrey, americký tenista
  - Cian Healy, irský ragbista
- 1988 – Michael Leitch, japonský ragbista
- 1990 – Sebastián Coates, uruguayský fotbalista
- 1992 – Jonathan Danty, francouzský ragbista
- 1996 – Lewis Capaldi, skotský zpěvák a textař

## Úmrtí

### Česko
- 1862 – Josef Malý, kněz a teolog (* 3. prosince 1802)
- 1875 – Karel Boromejský Hanl, katolický biskup (* 4. září 1782)
- 1918 – Kleméňa Hanušová, učitelka tělocviku (* 19. března 1845)
- 1938 – Leopold Bauer, architekt (* 1. září 1872)
- 1940 – Josef Patejdl, legionář a politik (* 30. prosince 1878)
- 1942 – Antonín Štuka, básník a odbojář (* 29. února 1908)
- 1943 – Adolf Foehr, architekt (* 20. června 1880)
- 1946 – Otakar Levý, literární historik a překladatel (* 3. září 1896)
- 1950 – Metoděj Havlíček, redaktor a spisovatel (* 27. července 1893)
- 1953 – Emil Filla, kubistický malíř, grafik a sochař (* 4. dubna 1882)
- 1955 – Jan Bartoš, spisovatel a literární historik (* 17. května 1887)
- 1959 – Josef Votruba, československý generál (* 8. listopadu 1879)
- 1960 – Jan Zahradníček, básník (* 17. ledna 1905)
- 1961 – František Tichý, malíř (* 24. března 1896)
- 1971 – Alois Sivek, literární historik a kritik (* 10. února 1920)
- 1975
  - František Fric, lesní inženýr a spisovatel (* 22. července 1911)
  - Rudolf Gajdoš, malíř (* 26. ledna 1908)
- 1981 – Vít Grus, výtvarník a návrhář dřevěných hraček (* 16. prosince 1896)
- 1983 – Marie Wagnerová-Kulhánková, sochařka (* 25. září 1906)
- 2001 – Václav Hilský, architekt a urbanista (* 6. září 1909)
- 2003 – Jan Chloupek, bohemista (* 25. července 1928)
- 2007 – Jiřina Steimarová, herečka (* 24. ledna 1916)
- 2008
  - Miroslav Mareček, disident a proslulý hladovkář (* 21. září 1954)
  - Martin František Vích, kněz (* 12. června 1921)
- 2014 – Rudolf Čechura, spisovatel (* 5. února 1931)
- 2023 – Oldřich Pelčák, kosmonaut a vojenský letec (* 2. listopadu 1943)
- 2024 – Pavel Protiva, rapper, hudební producent (* 4. září 1997)

### Svět

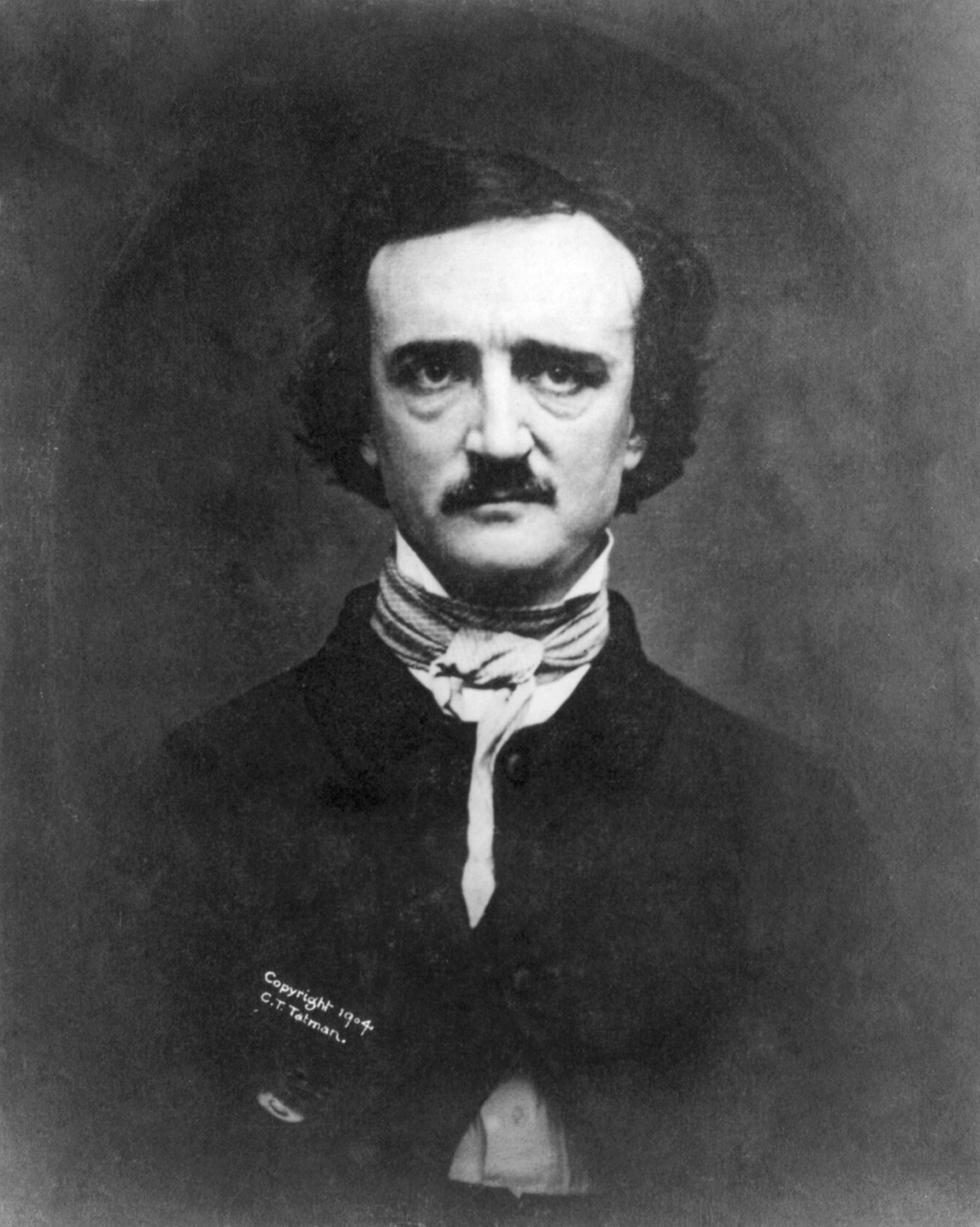
Edgar Allan Poe († 1849)

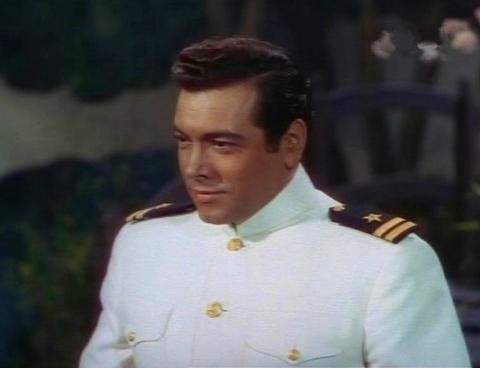
Mario Lanza († 1959)

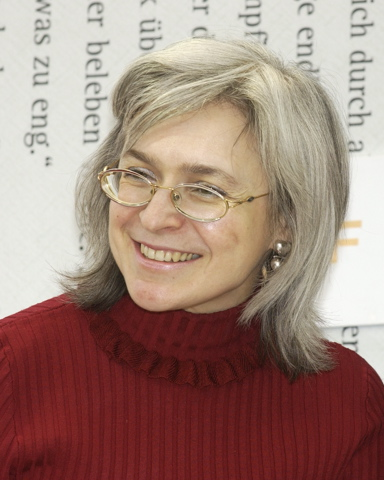
Anna Politkovská († 2006)

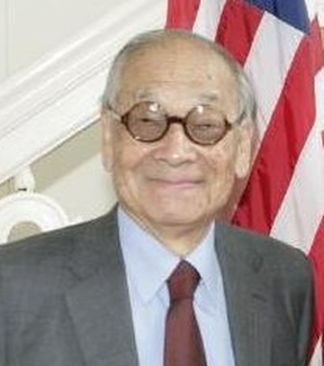
I. M. Pei († 2009)

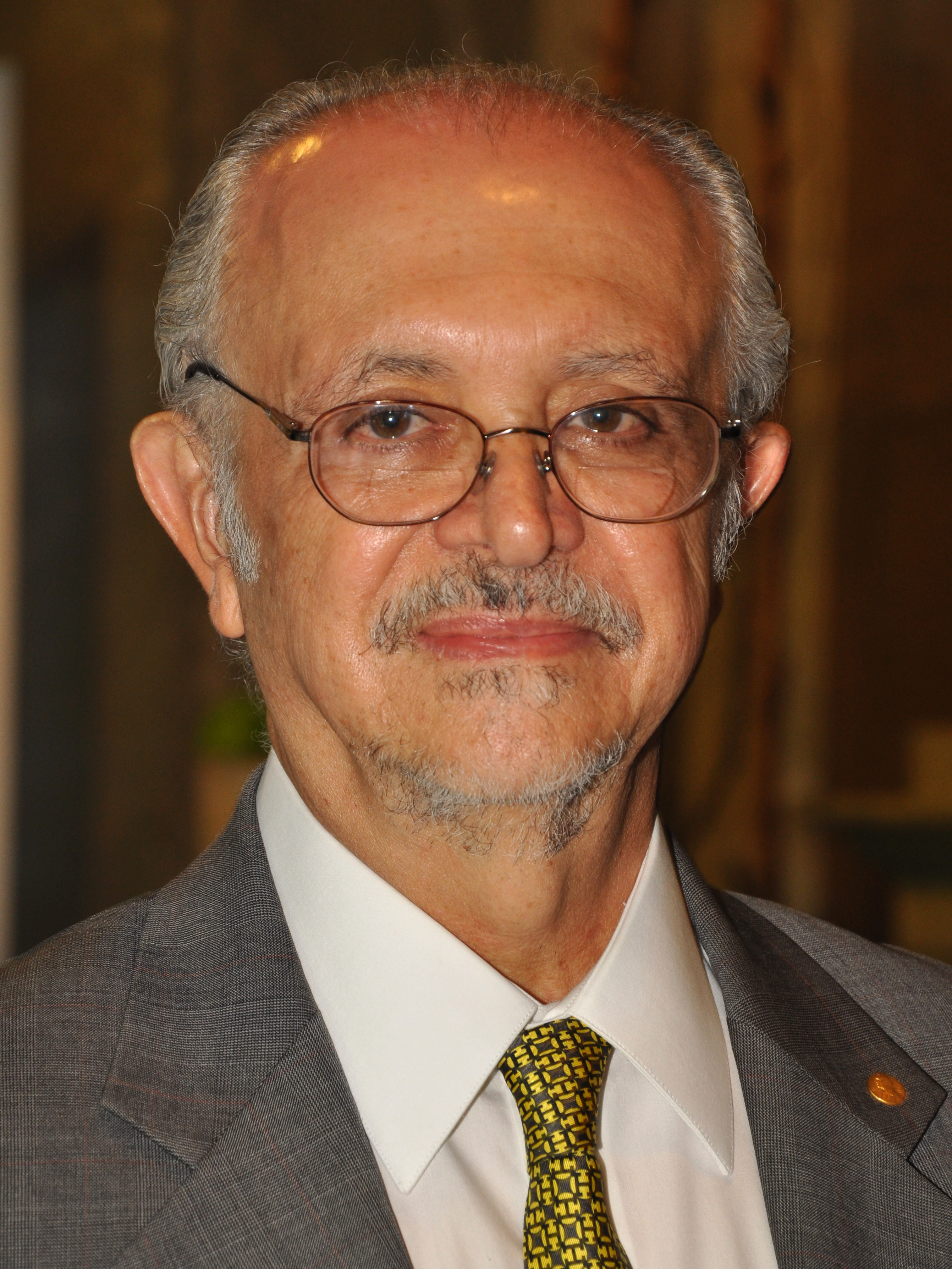
Mario J. Molina († 2020)

- 0336 – Marek, 34. papež a italský světec (* ?)
- 0929 – Karel III. Francouzský, západofranský král (* 879)
- 1242 – Džuntoku, 84. japonský císař (* 22. října 1197)
- 1363 – Eleonora de Bohun, anglická šlechtična a vnučka krále Eduarda I. (* 17. října 1304)
- 1368 – Lionel z Antverp, anglický královský syn, vévoda z Clarence, hrabě z Ulsteru (* 29. listopadu 1338)
- 1472 – Michelozzo, italský architekt a sochař (* 1396)
- 1565 – Johannes Mathesius, kněz, kronikář, matrikář (* 24. června 1504)
- 1571 – Dorotea Sasko-Lauenburská, dánská a norská královna (* 9. července 1511)
- 1612 – Menso Alting, nizozemský kazatel a teolog (* 9. listopadu 1541)
- 1637 – Viktor Amadeus I., vévoda savojský, titulární král kyperský a jeruzalémský (* 8. května 1587)
- 1777 – Francesco Maria Accinelli, italský kněz, historik a kartograf (* 23. dubna 1700)
- 1787
  - Johann Karl Herberstein, lublaňský biskup (* 7. července 1719)
  - Henry Melchior Muhlenberg, německý luteránský pastor v Americe (* 6. září 1711)
- 1796 – Thomas Reid, skotský filozof (* 7. května 1710)
- 1803
  - Pierre Vachon, francouzský houslista a hudební skladatel (* 3. června 1738)
  - Michal Institoris Mošovský ml., slovenský evangelický farář (* 9. září 1732)
- 1849 – Edgar Allan Poe, americký spisovatel (* 19. ledna 1809)
- 1850 – Karl Schorn, německý malíř (* 16. října 1803)
- 1855 – François Magendie, francouzský fyziolog (* 6. října 1783)
- 1871
  - Francis Fletcher, osadník v americkém státě Oregon (* 1. března 1814)
  - Lella Ricci, italská operní zpěvačka (* 1850)
- 1903 – Rudolf Lipschitz, německý matematik (* 14. května 1832)
- 1908 – J. L. C. Pompe van Meerdervoort, nizozemský lékař zakladatel nemocnice v Nagasaki (* 5. května 1829)
- 1911 – Alexander Wielemans von Monteforte, rakouský architekt (* 4. února 1843)
- 1913 – Ľudovít Vladimír Rizner, zakladatel slovenské bibliografie (* 10. března 1849)
- 1922 – Emil Chertek, předlitavský státní úředník a politik (* 1835)
- 1924 – William Botting Hemsley, anglický botanik (* 29. prosince 1843)
- 1926 – Emil Kraepelin, německý psychiatr (* 15. února 1856)
- 1927 – Paul Sérusier, francouzský malíř (* 9. listopadu 1864)
- 1940 – Maurice Leloir, francouzský malíř, grafik, ilustrátor, historik a spisovatel (* 1. listopadu 1853)
- 1943 – Radclyffe Hall, anglická básnířka a spisovatelka (* 12. srpna 1880)
- 1950 – Willis Carrier, americký technik a vynálezce (* 26. listopadu 1876)
- 1951 – Anton Philips, nizozemský podnikatel (* 14. března 1874)
- 1954 – Benjamin Seebohm Rowntree, britský sociální výzkumník (* 7. července 1871)
- 1957 – Zinovij Davydov, ruský sovětský spisovatel (* 28. dubna 1892)
- 1959 – Mario Lanza, americký tenorista a herec (* 31. ledna 1921)
- 1967 – Norman Angell, britský politik, oceněný Nobelovou cenou za mír 1933 (* 26. prosince 1872)
- 1969 – Otakar Kubín, český malíř, sochař a grafik (* 22. října 1883)
- 1972 – Erik Eriksen, premiér Dánska (* 20. listopadu 1902)
- 1983 – George Ogden Abell, americký astronom (* 1. března 1927)
- 1990 – Rašíd bin Saíd al-Maktúm, premiér Spojených arabských emirátů (* 11. června 1912)
- 1991
  - Jorge Ángel Livraga Rizzi, italský filozof a spisovatel (* 3. září 1930)
  - Natalia Ginzburgová, italská spisovatelka (* 14. července 1916)
- 1992 – Ed Blackwell, americký bubeník (* 10. října 1929)
- 1993
  - Cyril Cusack, irský herec (* 26. listopadu 1910)
  - Hans Liebherr, německý průmyslník, zakladatel firmy Liebherr (* 1. dubna 1915)
- 1994 – James Hill, britský režisér a filmový producent (* 1. srpna 1919)
- 1997 – Gustáv Papp, slovenský tenorista (* 28. září 1919)
- 1999 – David A. Huffman, americký informatik (* 9. srpna 1925)
- 2006 – Anna Politkovská, ruská novinářka, spisovatelka a aktivistka pro lidská práva (* 30. srpna 1958)
- 2008 – George Emil Palade, americký cytolog, nositel Nobelovy ceny 1974 (* 19. listopadu 1912)
- 2009
  - I. M. Pei, americký architekt (* 26. dubna 1917)
  - Irving Penn, americký fotograf (* 16. června 1917)
- 2010
  - Milka Planinc, jugoslávská premiérka (* 21. listopadu 1924)
  - T Lavitz, americký jazz rockový klávesista, skladatel (* 16. dubna 1956)
- 2011 – Ramiz Alia, albánský komunistický politik a prezident (* 18. října 1925)
- 2013
  - Ovadia Josef, izraelský vrchní rabín (* 23. září 1920)
  - Patrice Chéreau, francouzský režisér a herec (* 2. listopadu 1944)
- 2014 – Siegfried Lenz, německý spisovatel (* 17. března 1926)
- 2020 – Mario J. Molina, mexický chemik, Nobelova cena 1995 (* 19. března 1943)

## Svátky

### Česko
- Justýna
- Abadon, Abdon
- Sergej
- Socialistický kalendář: Státní svátek Německé demokratické republiky

### Svět
- Jom kipur
- Den za důstojnou práci
- Světový den habitatu
- Světový den bavlny

Katolický kalendář
- Panna Maria Růžencová

| 7. říjen v pražském KlementinuÚdaje jsou platné k 29. 4. 2025. | 7. říjen v pražském KlementinuÚdaje jsou platné k 29. 4. 2025. | 7. říjen v pražském KlementinuÚdaje jsou platné k 29. 4. 2025. |
| minimum                                                        | denní průměr                                                   | maximum                                                        |
| -------------------------------------------------------------- | -------------------------------------------------------------- | -------------------------------------------------------------- |
| −1,8 °C (1784)                                                 | 13,2 °C (od 1961)                                              | 25,1 °C (2009)                                                 |